# Joachimsberg

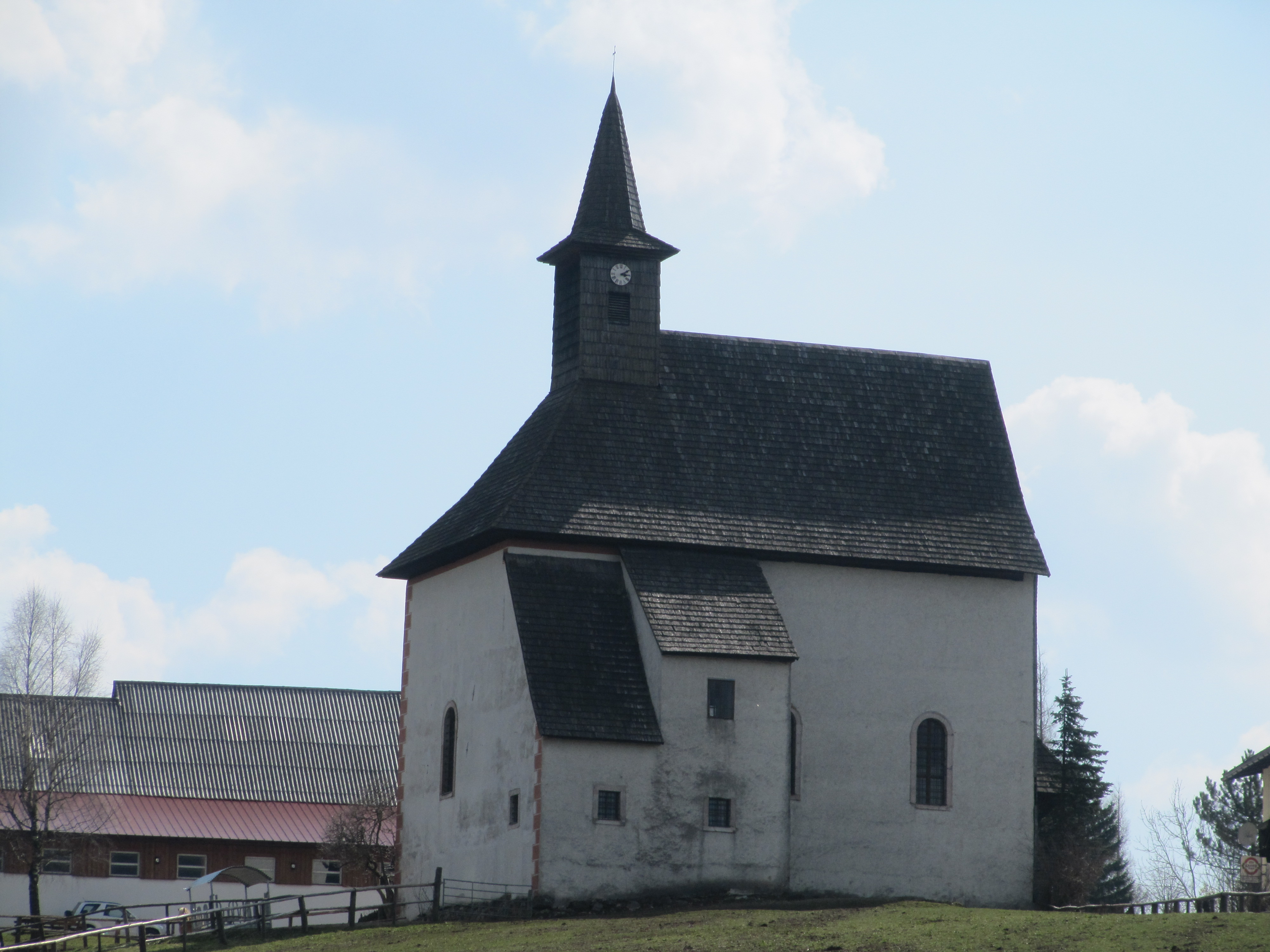
Katholische Kirche am Joachimsberg

Joachimsberg ist eine Rotte in der Katastralgemeinde Langseitenrotte der Gemeinde Annaberg in Niederösterreich.

## Geografie
Die Rotte Joachimsberg, die früher auch hohler Tannenberg genannt wurde, befindet sich westlich des Hauptortes Annaberg und wurde bis zum Bau der heutigen Umfahrung von der Mariazeller Straße B20 erschlossen. Heute ist dieser Straßenabschnitt zur Nebenstraße herabgestuft.
Joachimsberg hat zwar Ortstafeln mit dieser Bezeichnung, aber keinen eigenen Adressbereich, die Gebäude sind mit Langseitenrotte adressiert.